# Martin Maryland
Martin Model 167 là một loại máy bay ném bom hạng nhẹ của Hoa Kỳ, nó được thiết kế trong thập niên 1930. Nó được trang bị cho quân đội Pháp và Anh tham chiến trong Chiến tranh thế giới II, nó được gọi với tên khác là Maryland.

## Quốc gia sử dụng
Pháp
- Armée de l'Air
- Aéronavale

 South Africa
- Không quân Nam Phi

 Anh Quốc
- Không quân Hoàng gian
- Không quân Hải quân Hoàng gia

## Tính năng kỹ chiến thuật (Maryland Mk II)
American Aircraft of World War II

### Đặc điểm riêng
- Tổ lái: 3
- Chiều dài: 46 ft 8 in (14,2 m)
- Sải cánh: 61 ft 4 in (18,7 m)
- Chiều cao: 16 ft 3 in (5,0 m)
- Diện tích cánh: 537 ft² (49,9 m²)
- Trọng lượng rỗng: 10.586 lb (4.802 kg)
- Trọng lượng có tải: 15.297 lb (6.939 kg)
- Động cơ: 2 × Pratt & Whitney R-1830-SC4G "Twin Wasp", 1.000 hp mỗi chiếc

### Hiệu suất bay
- Vận tốc cực đại: 467 km/h
- Tầm bay: 1.300 dặm (2.100 km)
- Trần bay: 31.000 ft (9.500 m)
- Vận tốc lên cao: 2.400 ft/phút (12 m/s)
- Lực nâng của cánh: 28,5 lb/ft² (139,1 kg/m²)
- Lực đẩy/trọng lượng: 0,157 hp/lb (259 W/kg)

### Vũ khí
- 6 súng máy Browning M1919.303 (7,7 mm)
- 2.000 lb (Martin 167F, 800 kg) bom